# 821 Fanny
A 821 Fanny (ideiglenes jelöléssel 1916 ZC) a Naprendszer kisbolygóövében található aszteroida. Max Wolf fedezte fel 1916. március 31-én.